# Alexander von Hormuzaki

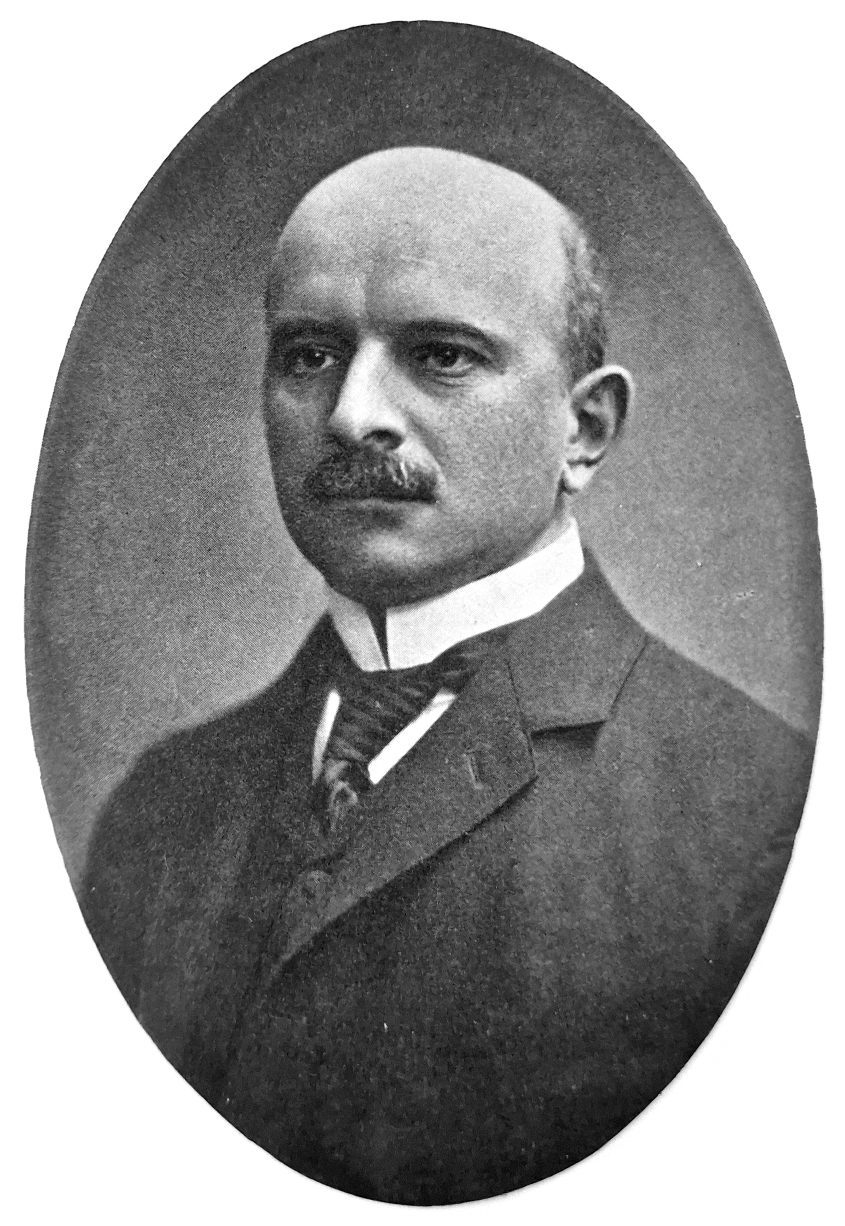
Alexander Freiherr von Hormuzaki (um 1910)

Alexander Freiherr von Hormuzaki, auch Hurmuzaki und Hurmuzachi (* 3. Oktober 1869 in Czernowitz; † 1945 in Genf), war ein promovierter Jurist, österreichisch-rumänischer Politiker sowie der letzte Landeshauptmann des  Herzogtums Bukowina.

## Abstammung
Diese Familie, die ihrem Namen nach griechischer, fanariotischer Abstammung ist, gehörte zum Adel der Moldau. Im Jahr 1636 wurde ein Hurmuzaki wegen seiner Verdienste für den Diwan vom Fürsten der Moldau mit einem Gut beschenkt. Unter der Regierung des Fürsten Nikolaus Mavrocordatos, auch ein Fanariot, war Emanuel Oberstallmeister und Diwansmitglied.
Constantin kaufte im Jahre 1765 das Gut Czernawka (Cernăuca).
Alexanders Großvater Doxaki (* 1782; † 30. März 1857), der seit 1810 mit der Bojarentochter Ilinca von Murguletz († 1868) verehelicht war, pflegte aus politischen Gründen geflüchteten rumänischen Führern aus Siebenbürgen unter hohem finanziellen Einsatz Zuflucht zu gewähren. Dennoch ersuchte er, der nur den Titel eines Bojaren führte, 1818 erstmals um die Verleihung des Grafenstandes (!) für sich und seine Angehörigen, welches Gesuch jedoch abgelehnt wurde. 1831 erneuerte er sein Ansuchen und bat, falls ihm der Grafenstand nicht verliehen werden sollte, wenigstens um die Erhebung in den Freiherrenstand. Auch diesem Ansuchen wurde nicht stattgegeben. Die Mitglieder dieser Familie führten in der Bukowina konsequent den Rittertitel, der ihnen aber niemals verliehen worden war. Sie kamen auch in keinem galizischen oder österreichischen Adelsregister vor, allerdings wurde das Führen des Titels, auch behördlicherseits, stillschweigend geduldet. Erst Doxakis Sohn Nikolaus wurde, als Großgrundbesitzer und Reichsratsabgeordneter, schließlich laut Allerhöchster Entschließung vom 20. Juli 1881 und Diplom vom 2. Oktober 1881 durch Kaiser Franz Joseph I. der österreichische Freiherrnstand für sich und all seine legitimen Nachfahren zuerkannt. Ein personifiziertes mit eigenen Wappen wurde seinem Bruder Eudoxius gewährt.

## Biographie

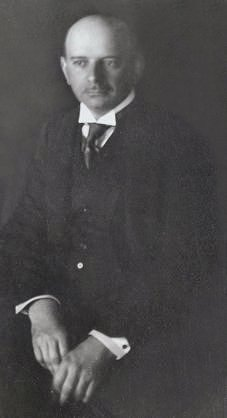
Alexander Freiherr von Hormuzaki (um 1904)

Alexander Freiherr von Hormuzaki war der Sohn des oben erwähnten Nikolaus Freiherrn von Hormuzaki (* 19. März 1826 in Cernăuca; † 19. September 1909, ebenda), vermählt mit Natalie (1842–1916), Tochter des Freiherrn Emanuel von Styrczea (1800–1896) und jüngerer Bruder des Professors für Entomologie und Biogeographie Constantin von Hormuzaki. Er wuchs auf dem Gut seines Vaters in Czernawka (Cernăuca) auf und besuchte das Gymnasium in Czernowitz. Dort legte er 1888 seine Matura ab und studierte anschließend die Rechtswissenschaften in Wien und Czernowitz, wo er promoviert wurde. 
Der Freiherr war ein hoher Angestellter im öffentlichen Dienst (Innenministerium) und betätigte sich zeitlebens als Anwalt und Politiker.
Alexander verstarb ledig.

### Politisches Wirken
Alexander war, wie zuvor sein Vater, bis 1911 langjähriger Reichsratsabgeordneter. Er bewarb sich erstmals für den Wahlkreis Suczawa-Sereth (rumänisch-national), kandidierte später für die Demokratische Fortschrittspartei. 
Zuerst schloss  er sich im Reichsrat dem Hohenwart’schen Klub bis zu dessen Zerfall an. Danach gründete er in Wien, zusammen mit George Popovici, Georg Wassilko von Serecki und den anderen rumänischen Abgeordneten den Rumänen-Club (Clubul Parlamentar Român) innerhalb des Reichsrats. Dessen Stimmen benötigte die Regierung für das Erreichen der Mehrheit bei der Verabschiedung verschiedener Gesetzesvorlagen. Dafür erhielten die Rumänen einige Vorteile, wie zum Beispiel die Gründung einiger rumänischer Parallelklassen am deutschen Gymnasium in Czernowitz, u. a. Er war auch Mitbegründer des politischen Sprachrohrs der Partei, der Zeitung „Gazeta Bucovinei“ (1898). Im gleichen Jahr zeichnete ihn König Carol I. von Rumänien mit dem königlich rumänischen Orden „Stern von Rumänien“ im Rang eines Offiziers aus.
Nachdem sich Georg Wassilko von Serecki nicht mehr für das Amt des Landeshauptmanns zur Verfügung stellen wollte, wurde Alexander am 27. Mai 1911 von Kaiser Franz Joseph I. zum neuen Landeshauptmann bestimmt. Diese Funktion hatte er bis zu ihrer Auflösung am 12. November 1918 inne. So war er wie Jahre zuvor sein Onkel Eudoxius Freiherr von Hormuzaki Landeshauptmann des Herzogtums Bukowina. Neben dem weiteren Ausbau der Straßen und der Elektrifizierung im Lande, setzte sich Hormuzaki stark für den Schulbau in der Provinz sowie die Errichtung weiterer öffentlicher Bauten in der Landeshauptstadt ein. Er wurde am 1. Juli 1914 mit dem Komturkreuz des Kaiserlich-Österreichischen Franz-Joseph-Ordens mit dem Stern dekoriert. Diese hohe Auszeichnung des Landeshauptmanns nach dreijähriger Amtsausführung war ein wohlwollendes Zeichen der Anerkennung der um das Land erworbenen Verdienste, besonders für die Durchführung der bekannt langwierigen Sanierungsaktion durch den Kaiser.
Der letzte Landeshauptmann der Bukowina weigerte sich trotz heftigen Bittens der neuen rumänischen Regierung, dieser zu dienen, da er, wie er begründete, einen Eid auf den Kaiser geleistet habe und seine Ehre ihm verbiete, diesen Eid zu brechen.
Bis 1941 war er als Advokat in Czernowitz tätig, dann exilierte er in die Schweiz.

## Wappen

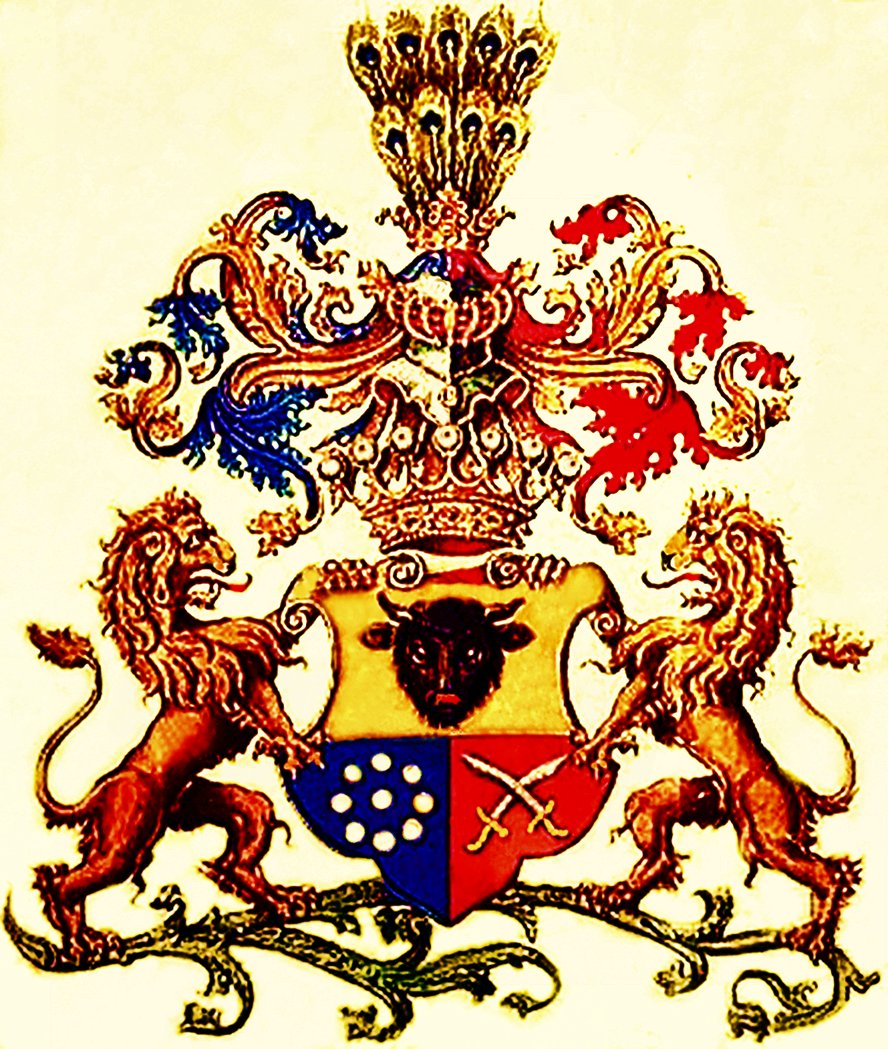
Wappen der Freiherren Nikolaus und Georg von Hormuzaki von 1881

1881: Schild waagrecht und unten nochmals senkrecht geteilt. Oben in Gold ein natürlicher Büffelkopf. Unten rechts in Blau sieben silberne Perlen, sechs als Kreis um eins. Links in Rot zwei gekreuzte Handjare mit goldenen Griffen. Auf dem Schild ruht die Freiherrenkrone. Darüber liegt ein gekrönter Helm mit rechts blau-goldenen, links rot-goldenen Decken, aus welchem ein natürlicher Pfauenwedel, zwei Reihen, die obere mit je fünf, die untere mit je vier Federn, hervorgeht. Schildhalter sind zwei stehende, einwärtsgekehrte, rotbezungte, goldene Löwen. Das Wappen galt für seinen Vater Nikolaus und dessen Nachfahren.